# A7 (Cyprus)
De A7 is een geplande autoweg op het eiland Cyprus. De steden Paphos in het zuidwesten en Polis in het noordwesten zouden met elkaar verbonden dienen te worden. In het verleden is het project enige keren onderwerp van discussie geweest, maar anno 2018 is er geen concreet plan; een tijdstip om met de bouw te beginnen is niet vastgesteld.